# 飛行群 (第6航空団)
第6航空団飛行群（だい6こうくうだんひこうぐん）は、小松基地に所在する第6航空団隷下の部隊である。

## 部隊編成
- 群本部
- 第303飛行隊
- 第306飛行隊

## 主要幹部
| 官職名              | 階級    | 氏名     | 補職発令日     | 前職                                     |
| ------------------- | ------- | -------- | -------------- | ---------------------------------------- |
| 第6航空団飛行群司令 | 1等空佐 | 古川義久 | 2019年04月23日 | 防衛研究所企画部企画調整課国際交流企画官 |

| 代 | 氏名       | 在職期間                        | 前職                                         | 後職                                                  |
| -- | ---------- | ------------------------------- | -------------------------------------------- | ----------------------------------------------------- |
|    | 小松利光   | 0000年00月00日 - 1966年07月15日 |                                              | 航空幕僚監部付                                        |
|    | 中村敏     | 0000年00月00日 - 1968年08月15日 |                                              | 航空幕僚監部付                                        |
|    |            | 0000年00月00日 - 0000年00月00日 |                                              |                                                       |
|    | 川越重比古 | 1969年04月16日 - 1971年02月15日 | 第6航空団付                                  | 北部航空方面隊司令部防衛部付                          |
|    | 眞志田守   | 1971年02月16日 - 1972年02月15日 | 航空幕僚監部防衛部防衛課研究班長             | 航空幕僚監部防衛部運用課 飛行支援班長                 |
|    | 稲葉由郎   | 0000年00月00日 - 1974年04月30日 |                                              | 航空幕僚監部防衛部運用課 運用第1班長                  |
|    | 松尾宣夫   | 0000年00月00日 - 1975年03月16日 |                                              | 航空幕僚監部防衛部防衛課防衛班長                      |
|    | 栗原邦夫   | 0000年00月00日 - 1977年12月15日 |                                              | 航空自衛隊第4術科学校生徒隊長                         |
|    | 宮松實     | 0000年00月00日 - 1980年03月16日 |                                              | 南西航空混成団司令部監察官                            |
|    | 安藤堅一   | 1980年03月17日 - 1981年06月30日 | 航空総隊司令部防衛部運用班長                 | 航空幕僚監部防衛部勤務                                |
|    | 平井久夫   | 0000年00月00日 - 1983年07月31日 |                                              | 航空自衛隊幹部学校勤務                                |
|    | 石母田治   | 1983年08月01日 - 1985年02月14日 | 航空自衛隊幹部学校研究員                     | 航空幕僚監部防衛部勤務                                |
|    | 菅原淳     | 1985年02月15日 - 1986年07月31日 | 航空幕僚監部防衛部運用課 飛行支援班長        | 統合幕僚会議事務局第1幕僚室 人事計画班長              |
|    | 藤原信博   | 1986年08月01日 - 1988年03月15日 | 航空幕僚監部防衛部運用課勤務                 | 統合幕僚学校教育課研究班長                            |
|    | 大西三郎   | 1988年03月16日 - 1989年07月31日 | 航空幕僚監部人事教育部教育課 飛行教育班長    | 航空自衛隊幹部学校教官                                |
|    | 保木正和   | 1989年08月01日 - 1991年06月30日 | 航空幕僚監部防衛部運用課 運用第1班長         | 航空開発実験集団司令部監察官                          |
|    | 佐藤裕紀夫 | 1991年07月01日 - 1993年11月30日 | 航空幕僚監部防衛部運用課 運用第2班長         | 西部航空方面隊司令部監察官                            |
|    | 永岩俊道   | 1993年12月01日 - 1995年03月31日 | 航空幕僚監部人事教育部補任課 人事第1班長     | 航空幕僚監部防衛部防衛課防衛調整官                    |
|    | 叶邦臣     | 1995年04月01日 - 1996年07月31日 | 航空幕僚監部防衛部運用課 運用第2班長         | 第12飛行教育団副司令                                  |
|    | 西垣義治   | 1996年08月01日 - 0000年00月00日 | 第13飛行教育団飛行教育群司令                 |                                                       |
|    |            | 0000年00月00日 - 0000年00月00日 |                                              |                                                       |
|    | 上田益三   | 0000年00月00日 - 1999年11月30日 |                                              | 西部航空方面隊司令部防衛部長                          |
|    | 庄田幸作   | 1999年12月01日 - 2001年03月26日 | 航空幕僚監部技術部技術第2課 航空班長         | 南西航空混成団司令部防衛部長                          |
|    | 黒田博行   | 2001年03月27日 - 2002年07月31日 | 中部航空方面隊司令部防衛部防衛課長           | 南西航空混成団司令部防衛部長                          |
|    | 米沢敬一   | 2002年08月01日 - 2004年08月29日 | 航空幕僚監部防衛部運用課運用調整官           | 中部航空方面隊司令部防衛部長                          |
|    | 福島睦     | 2004年08月30日 - 0000年00月00日 | 航空幕僚監部人事教育部教育課 飛行教育班長    |                                                       |
|    |            | 0000年00月00日 - 0000年00月00日 |                                              |                                                       |
|    | 出井俊介   | 0000年00月00日 - 2008年07月31日 |                                              | 南西航空混成団司令部防衛部長                          |
|    | 飯島正信   | 2008年08月01日 - 2011年04月14日 | 第13飛行教育団飛行教育群司令                 | 第7航空団副司令                                       |
|    | 福永充史   | 2011年04月15日 - 2012年09月30日 | 第12飛行教育団飛行教育群司令                 | 中部航空方面隊司令部監理監察官                        |
|    | 山頭彰     | 2012年10月01日 - 2014年07月31日 | 航空幕僚監部人事教育部厚生課 厚生班長        | 航空幕僚監部運用支援・情報部 運用支援課運用支援調整官 |
|    | 寺崎隆行   | 2014年08月01日 - 2015年08月03日 | 統合幕僚監部総務部総務課渉外班長             | 航空幕僚監部人事教育部教育課長                        |
|    | 渡部琢也   | 2015年08月04日 - 2017年07月31日 | 航空幕僚監部防衛部装備体系課 装備体系第1班長 | 航空幕僚監部総務部総務課勤務                          |
|    | 柳享範     | 2017年08月01日 - 2019年04月22日 | 航空幕僚監部防衛部装備体系課 装備体系第1班長 | 航空幕僚監部運用支援・情報部 運用支援課運用支援調整官 |
|    | 古川義久   | 2019年04月23日 -                | 防衛研究所企画部企画調整課 国際交流企画官    |                                                       |